# Riccardo Meli
Riccardo Meli (Vico Equense, 15 de abril de 2001) es un deportista italiano que compite en atletismo, especialista en las carreras de velocidad. Ganó una medalla de plata en el Campeonato Europeo de Atletismo de 2024, en la prueba de 4 × 400 m.

## Palmarés internacional
| Campeonato Europeo | Campeonato Europeo | Campeonato Europeo | Campeonato Europeo |
| Año                | Lugar              | Medalla            | Prueba             |
| ------------------ | ------------------ | ------------------ | ------------------ |
| 2024               | Roma (Italia)      | Medalla de plata   | 4 × 400 m          |